# フライレア
フライレア（Frailea）とはサボテン科の属のひとつである。

## 特徴
南米に広く自生している小型のサボテン。姿、刺等には余り共通点がないが、花は全て黄色である。また、閉鎖花の形で自家受粉し、種子を作る。非常に早熟であり、1年ほどのかなりの短期間で花を咲かせて果実をつけることが知られている。代わりに短命であり10年ほどで大抵が枯れてしまう。

## 主な種
- 士童（しどう）（Frailea castanea）
- 天恵丸（てんけいまる）（Frailea cataphracta）
- 紫雲丸（しうんまる）（Frailea grahliana）
- 狐の子（きつねのこ）（Frailea mammifera）